# 비요크
비요크(아이슬란드어: Björk 비외르크, 본명: 비외르크 그뷔드뮌즈도티르(아이슬란드어: Björk Guðmundsdóttir, [ˈpjœr̥k ˈkvʏðmʏntsˌtoʊhtɪr]), 1965년 11월 21일 ~ )는 아이슬란드의 싱어송라이터로, 얼터너티브 록, 일렉트로니카, 재즈, 트립 합 등의 여러 장르를 넘나든다. 많은 음악 장르와 아티스트들에게 영향을 미쳤다. 2010년 폴라음악상을 받았다.

## 어린 시절
비요크는 아이슬란드의 수도 레이캬비크에서 태어났고 자랐다. 비요크라는 이름의 뜻은 '자작나무'이다. 그녀의 아버지는 전기 기사이며 동시에 노조위원장이었고, 어머니는 히피였다. 그녀의 음악 경력은 그녀가 11살 때 초등학교에서 클래식 피아노를 배우면서 시작되었다. 그녀의 교사 중 한명이 그녀가 부른 티나 찰스의 곡 〈I Love to Love〉의 커버곡을 아이슬란드 유일의 라디오 방송국인 RUV에 보냈고, 그것은 라디오를 통해 아이슬란드 전국에 방송되었다. 곡이 방송된 후, Falkinn 레코드의 사장이 비요크에게 레코드 계약을 제의하게 된다. 그렇게 그녀의 첫 번째 앨범인 《Björk》가 1977년에 나오게 되었다.
10대 시절에, 비요크는 펑크의 영향을 받게 된다. 그녀는 14살 때 여성 펑크밴드 'Spit and Snot'을 만들었다. 곧 Spit and Snot은 1979년, 재즈 퓨전 그룹인 Exodus로 바뀌게 된다. 1980년에 비요크는 음악 학교를 졸업하고 1981년에 그녀와 밴드의 베이시스트인 Jakob Magnusson은 또다른 밴드인 Jam-80을 결성하는데, 후에 Tappi Tikarrass (아이슬란드어로 Cork the bitch's ass라는 뜻)가 된다. 그리고 EP앨범인 'Bitið Fast Í Vitið'를 같은 해에 발매하였다. Tappi Tíkarrass의 2번째 앨범인 《Miranda》는 1983년에 발매했다.
그 후, 비요크는 펑크 밴드 Purrkur Pillnikk의 멤버 Einar Örn Benediktsson과 Einar Melax, Þeyr의 멤버Guðlaugur Óttarsson, Sigtryggur Baldursson, Birgir Mogensen과 공동작업한다. 곡을 쓰고 2주간의 리허설이 끝난 후, 그녀의 새로운 밴드인 KUKL(아이슬란드어로 '마법'이란 뜻)이 탄생하고, 고딕 록으로 불리는 장르를 발전시키기에 이른다. 이때부터 비요크는 그녀의 날카롭고 길게 부르짖는 독특한 보컬 스타일을 드러내기
시작했다. KUKL은 영국 아나키스트 펑크 밴드인 Crass와 아이슬란드 투어를 하였고, 그 후 Flux Of Pink Indians와의 연속 공연을 위해 영국을 방문했다. KUKL은 이 공동 작업의 결과물로 1984년에 앨범 《The Eye》, 1986년에 앨범 《Holidays in Europe》을 Crass Records에서 발매했다.
그러나 KUKL은 Gramm 레코드사의 폐사로 해체된다. 1986년 중순 무렵, KUKL의 몇몇 멤버들과 초현실주의 그룹 메두사의 멤버들이 모여 예술 집단인 Smekkleysa('Bad Taste' - '좋지 않은 맛'이라는 뜻)를 만들었다. 그들은 음악의 경계를 창조했고, KUKL도 재결합했으나 곧 밴드의 이름을 The Sugarcubes - 슈가큐브스로 바꾸게 된다.

## 슈가큐브스

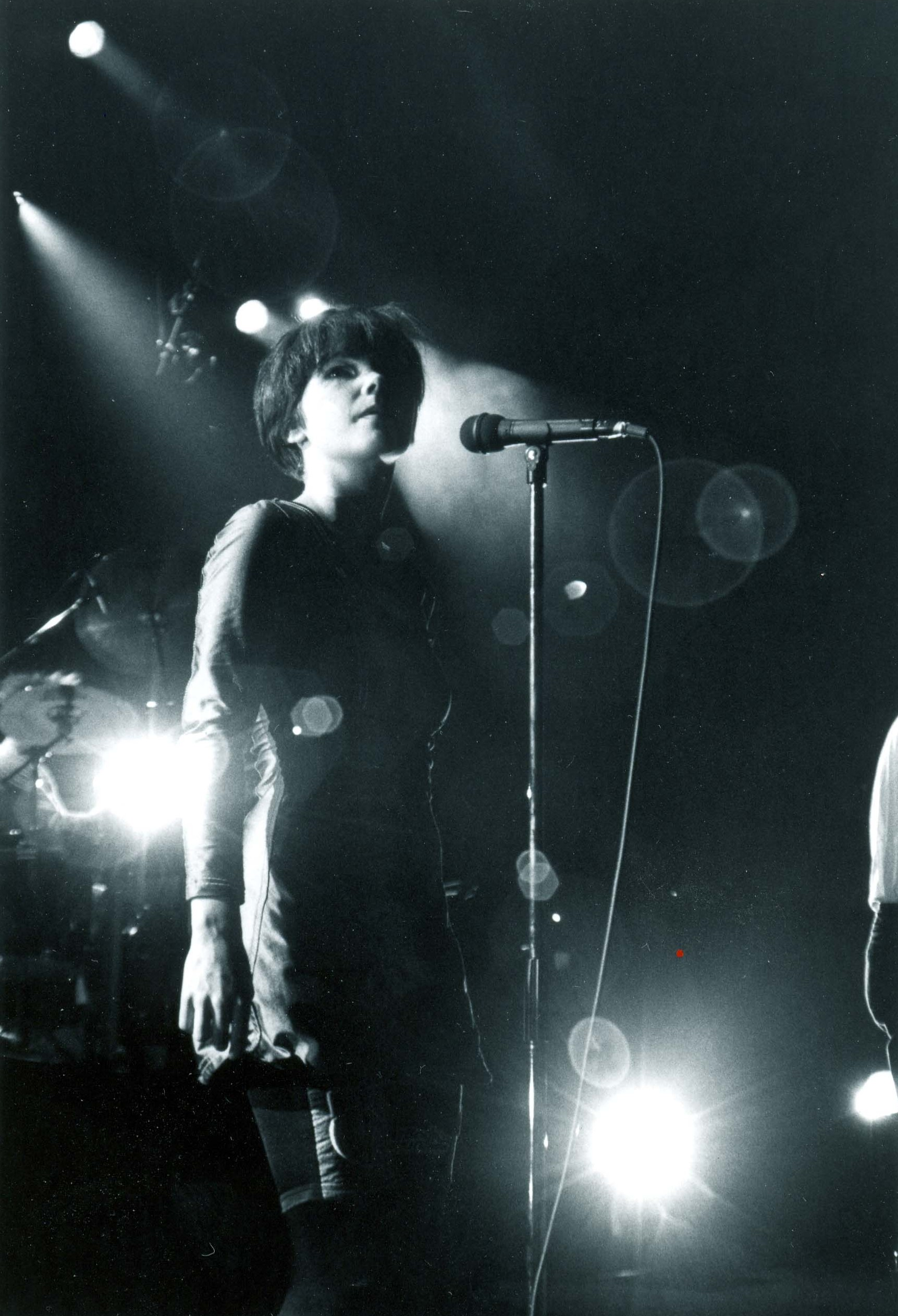
일본에서 공연중인 슈가큐브스

슈가큐브스가 결성된 후, 슈가큐브스의 첫 번째 싱글인 〈Ammæli〉(아이슬란드어로 '생일'을 뜻함)가 발매되었다.
이 싱글은 영국 멜로디메이커(Melody Maker)지의 「이주의 싱글」로 선정된 후 영국에서 놀라운 성공을 거두었다. 슈가큐브스는 곧바로 플럭스 오브 핑크 인디언스(Flux of Pink Indians)의 베이시스트였던 데릭 버킷이 세운 새 레이블 원 리틀 인디언(One Little Indian)과 계약하게 된다. 슈가큐브스는 영국과 미국에서 잇따라 많은 인기를 얻었고, 거대 레코드 기업들에서 연락이 오기 시작했다. 그러나 그들은 모든 레이블의 제안을 거절했다. 그 대신에 친구의 레이블에 남아 완전한 창조적 지휘력을 갖는 것을 선택했다. 비요크는 지금도 이 레이블에 소속되어있다. 슈가큐브스는 또한 미국에서 엘렉트라 레코드사와 배급 계약을 하고 1988년에 첫 번째 앨범인 《Life's Too Good》를 발매했다. 이 앨범은 슈가큐브스를 국제적인 스타덤에 오르도록 만들어주었다. 아이슬란드 락 밴드로써는 전례없는 엄청난 성공이었다.
슈가큐브스로 활동하면서 비요크는 몇가지 솔로 작업에도 참여했다. 1990년에 그녀는 80대 재즈 그룹 '트리오 그뷔드뮌다르 잉골프소나르(Trio Guðmundar Ingólfssonar)'와 합작한 보컬 재즈 앨범 Gling-Gló를 아이슬란드에서 발매했다. 앨범은 유명한 팝이나 재즈 곡을 아이슬란드어로 재편곡 해서 부른 노래들로 이루어져 있다. 또 1991년에는 808 State의 앨범 《ex:el》의 곡 〈Ooops〉, 〈Qmart〉에 참여했다. 이것은 비요크가 하우스 음악에 몰두하게 되는 계기가 되었다. 이 두 곡은 영국에서 싱글로 발매되었고, 후에 808 State의 베스트 앨범 《808:88:98》에 포함되었다.

## 솔로 활동

### 초창기 - 팝과 댄스: 1992년~1996년
그러나 1992년, 슈가큐브스는 3장의 앨범을 끝으로 해체된다. 슈가큐브스 멤버들은 아직도 친구로 지내며 스메클레이사 레이블의 경영을 담당하고 있다.
비요크는 솔로 활동을 시작하기 위해 영국으로 이주했다. 그녀는 매시브 어택의 프로듀싱을 담당하던 프로듀서 넬리 후퍼와 작업을 시작했다. 그들의 합작은 세계적 히트를 친 곡인 〈Human Behaviour〉를 탄생시켰다.
1993년, 비요크의 첫 솔로 데뷔 앨범 《Debut》가 발매된다. 앨범은 평단의 호평을 받으며 엄청난 대중의 열광을 불러일으켰다. NME가 선정하는 올해의 앨범에 선정되었고, 미국에서는 플래티넘을 기록했다. 영국에서는 더블 플래티넘을 기록했다. 물론 비요크의 실제 데뷔는 11세 때였지만, 그녀는 앨범의 타이틀을 'Debut'으로 정함으로써 뭔가 새로운 것을 시작한다는 의미를 담고 싶었다고 한다. 가사는 비요크가 그녀의 10대 시절부터 써온 가사들과 넬리 후퍼의 도움으로 완성되었다.
1994년, 비요크는 브릿 어워드에서 최고 국제 여성 아티스트상과 최고 국제 신인상을 받게 된다.
Debut 앨범의 성공은 그녀의 다른 뮤지션들과의 합작도 가능하게 해주었다. 비요크는 그녀의 앨범 수록곡 〈Play Dead〉(Debut의 재발매판의 보너스 트랙)에서 데이비드 아널드와 공동작업했고, 곡은 1993년작 영화 《The Young Americans》의 OST가 되었다. 또 Tricky의 앨범 《Nearly God》프로젝트에 참여해 2곡을 같이했고, 플레이드(Plaid)의 1997년 앨범 《Not For Threes》에 참여했다. 그리고 마돈나의 1994년 앨범 《Bedtime Stories》의 곡 'Bedtime Stories'의 가사를 도와주었다.
비요크의 2집 《Post》는 1995년 6월 발매되었다. 앨범은 그녀의 음악적 동반자이자 프로듀서인 넬리 후퍼와 매시브 어택의 트리키, 808 State의 그레이엄 매시, 그리고 일렉트로니카 프로듀서인 호이비(Howie B)의 참여로 이루어졌다. 《Post》에서 그녀는 전 앨범인 《Debut》의 성공에 이어서 서로 다른 사운드를 시도하며 댄스와 테크노같은 장르에도 관심을 두기 시작했다. 트리키와 호이비가 작곡한 〈Possibly Maybe〉 같은 곡에서는 트립합과 일렉트로니카 등의 장르가 섞여있다. 이들 프로듀서들은 비요크가 〈Army of Me〉와 〈Enjoy〉같은 곡들을 만드는데에 있어 많은 영향을 주었다.
《Post》는 영국 Spin's지의 '1985년에서 2005년 사이의 위대한 앨범 100'에서 26위에 올랐고, Post와 이후의 3집《Homogenic》은 피치포크(Pitchfork)의 'Best of the 90's'의 리스트에 잇따라 올랐다. 또한 'Post'는 2003년 롤링 스톤 매거진의 '위대한 500대 앨범'에서 373위에 랭크되었다. 미국과 캐나다에서 플래티넘을 기록하였다.

### 감미로운 비트와 현악: 1997년~2002년
1997년, 3집 《Homogenic》이 발매되었다. 이 앨범은 그녀의 1집과 2집을 통해 만들어진 그녀의 일종의 '요정' 이미지를 전환하는 발판이 되었다. 이번 앨범에서도 비요크는 LFO의 마크 벨과 전 앨범의 프로듀싱을 담당한 호이비, 그리고 에위미르 데오다토(Eumir Deodato) 등 다양한 프로듀서들과 작업했다. 또한 수많은 리믹스 곡들도 나오기 시작했다.

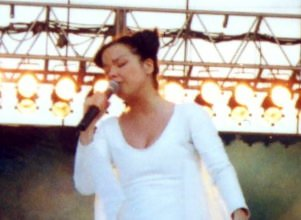
1998년 핀란드에서 공연하는 비요크.

Homogenic은 그녀의 처음으로 완전히 개념적으로 충만한 앨범이었고 가장 실험적이고 외향적인 곡들로 이루어져 있다.
'Joga'같은 곡에서 두드러지게 나타나는 우아한 현악과 과격하고 어지러운 일렉트로니카 사운드를 섞어놓은 것, 아이슬란드의 풍경에서 얻은 영감으로 만들어진 굉장한 비트 등을 그 예로 들 수 있다.
감정적으로 충만한 이 앨범의 뮤직 비디오들은 MTV에 방송을 타기도 했는데, 유명한 감독들이 작업한 것으로도 유명하다. 〈Bachelorette〉의 뮤직 비디오는 그녀와 자주 작업한 거장 영화감독 미셸 공드리가 맡았고, 〈All is Full of Love〉는 크리스 커닝햄 감독이 감독했다.
〈All is Full of Love〉는 당대 만들어진 뮤직 비디오 중 가장 혁신적인 뮤직 비디오로 평가받은 것으로 유명하며, 한국에서는 모 쇼핑몰 광고에서 표절하여 유명세를 탔다. 〈All is Full of Love〉는 미국에서 발매된 그녀의 첫 DVD 싱글로, 음악과 함께 뮤직 비디오와 다른 작업물들이 포함되어 있다.
Spin 매거진과의 인터뷰에서, 라디오헤드의 보컬 톰 요크는 이 앨범의 곡인 〈Unravel〉이 그가 가장 좋아하는 곡이라고 말하며 라디오헤드의 멤버들과 〈Unravel〉의 커버곡을 만들 것이라고 말했다. 2007년 11월에, 라디오헤드는 인터넷 웹캐스트로 진행된 라이브에서 그 커버곡을 불렀다. 영상은 유튜브에서 볼 수 있다.
《Homogenic》은 2001년에 미국에서 Gold Status를 기록하고 2006년에 플래티넘을 기록했다.

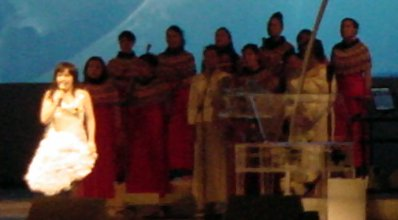
로열 오페라 하우스에서 공연하는 비요크.

2001년, 비요크는 4집 《Vespertine》을 발매한다. 이 앨범은 실내악단, 합창단 등의 참여와 여러 가지 다양한 악기들의 조화가 이루어진 곡들을 담고 있다. 앨범 전체적으로 비요크는 전보다 좀 더 서정적이고 고요하고 부드러운 목소리를 구사했다. 앨범의 가사들은 개인적이고 상처받기 쉬운 이야기들로 이루어져있다. 이번 앨범에서 비요크는 실험적 사운드를 시도하는 듀오 매트머스(Matmos)와 덴마크의 DJ인 토머스 낵(Thomas Knak), 실험 하프 연주자 지나 파킨스(Zeena Parkins)와 작업했다. 비요크는 이번 앨범의 가사적인 영감과 영향을 미국 시인 커밍스(E.E. Cummings)와 미국 독립영화 제작자 하모니 코린(Harmony Korine), 영국 극작가 세라 케인(Sarah Kane)의 연극 《Crave》에서 얻었다고 밝혔다.
또 비요크는 2001년 8월, 자유로운 문체로 쓴 그녀의 이야기들과 그녀의 사진들이 담겨있는 자전적 책인 《Björk》를 발매했다.
그리고 비요크는 투어 공연을 시작했는데, 투어는 유럽의 극장들과 오페라 하우스, 그리고 북미를 위주로 진행되었다. 그 중 유명한 영국의 로열 오페라 하우스에서 진행한 공연은 DVD화되어 발매되기도 했다. 투어는 매트머스와 지나 파킨스, 그리고 이누이트족 합창단과 함께 진행됐다. 이누이트족 합창단은 투어 전에
그녀가 그린란드 여행 중 오디션으로 선발했다고 한다.
《Vespertine》은 2001년 말까지 200백만장을 팔아 역대 그녀의 앨범들 중 가장 빨리 많이 팔린 앨범이 되었다.
《Vespertine》에서는 〈Hidden Place〉, 〈Pagan Poetry〉, 〈Cocoon〉 등 3개의 싱글이 발매되었는데, 그 중 첫 번째 싱글 〈Hidden Place〉의 뮤직 비디오는 MTV2에서 가장 먼저 방영되었고, 후에 DVD 싱글로 발매되었다.
그러나 〈Pagan Poetry〉는 심한 노출 수위의 뮤직 비디오로 MTV 방영을 놓고 많은 논쟁이 있었다. 비디오는 비요크의 가슴 노출과, 높은 수위의 신체 피어싱 장면, 그래픽으로 처리된 그녀의 성행위와 펠라치오 장면 등이 문제가 되었다. 그렇게 비디오는 한동안 검열되고 삭제된 버전으로 방송되다가, 2002년 MTV2채널에서 야밤 코너로 진행하는 '가장 논란이 된 뮤직 비디오들' 코너에서 처음으로 무삭제 버전이 방송되었다. 세 번째 싱글 〈Cocoon〉의 뮤직 비디오도 완전히 벗은 것처럼 보이는 비요크가 등장하지만, 사실은 몸에 달라붙는 바디 수트를 입은 것이다.
그럼에도 불구하고 선정성의 이유로 방송을 타지 못하였다. 〈Cocoon〉은 일본 아티스트 에이코 이시오카가 감독했다.
2002년, 비요크의 당시까지의 경력을 전부 모아놓은 CD 박스 콜렉션인 《Family Tree》가 발매된다. 《Family Tree》에는 그녀의 미발표 곡들과 영국의 현악 4중주 팀 브로드스키 콰르텟(Brodsky Quartet)과의 작업, 그녀의 히트곡들과 DVD로 들어있는 뮤직 비디오들이 들어있다. 히트곡들은 비요크의 공식 사이트에서 팬들이 투표하여 결정된 그녀의 대표곡들이라고 한다. 또한 비요크가 직접 뽑은 그녀의 히트곡들도 들어있다. 또 Family Tree에는 새로운 싱글 〈It's in Our Hands〉까지 포함되어있는데, 영국 음악 차트에서 37위를 기록했다. 또 〈It's Oh So Quiet〉에 이어 다시 한번 메가폰을 잡은 스파이크 존즈 감독이 만든 〈It's In Our Hands〉의 뮤직 비디오에는 독특한 적외선 촬영 기법과 함께 만삭이 된 비요크가 등장한다. 비요크는 당시 그녀의 딸 이사도라의 출산을 앞두고 있었다.

### 보컬 역량의 발전: 2003년~2006년

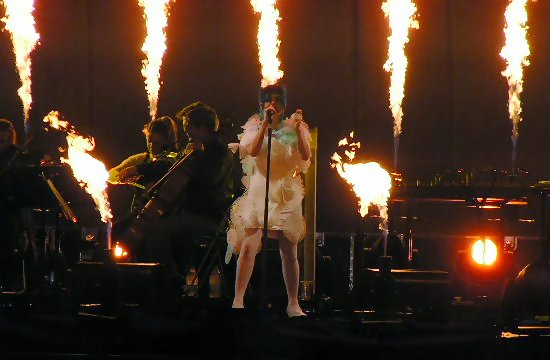
2003년에 후지 록 페스티벌에서 공연하는 비요크.

2003년, 비요크는 그녀의 공연 라이브 실황 앨범들을 모아놓은 박스 세트 Live Box를 발매한다. 세트는 4장의 CD로 구성되어 있으며, 각각 1집부터 4집까지의 라이브 곡들로 채워져 있다. 또한 각 트랙마다의 공연 실황 비디오가 담긴 DVD도 같이 들어있다. 4장의 라이브 앨범들은 후에 개별적으로 판매되고 있다.
그리고 2004년 8월, 4집 《Medulla》가 발매된다. 제작 과정에서, 비요크는 앨범 전부를 사람의 목소리로만 만들기로 결심한다. 《Medulla》는 단 한번의 드럼 소리를 제외하고 모두 사람의 목소리로만 구성된 사운드를 보여준다.
효과음을 담당한 보컬리스트들의 목소리 몇개에는 전자 효과를 주었다.
비요크는 이 앨범의 완성을 위해 여러 보컬리스트들과 음성 아티스트들과 작업했다. 성대 음악가 타가크(Tagaq), 비트박서 라젤, 일본 실험 비트박서 도카카, 아방가르드 록커 마이크 패튼(Mike Patton), 소프트 머신 드럼 연주와 노래를 겸하는 로버트 와이엇(Robert Wyatt)과 여러 합창단과 아카펠라 그룹 등이 참여했다. 비요크는 앨범의 곡 〈Sonnets/Realities XI〉에서 다시 한번 19세기 미국 시인 커밍스의 시 구절을 인용했다. 그녀의 커밍스의 시에 대한 애착을 보여주는 부분이다.
Medulla는 발매되자마자 빌보드 차트에서 14위를 기록해 역대 그녀의 앨범 중 가장 높은 차트를 기록했다. 그러나 그 기록은 2007년 Volta가 빌보드 차트 9위에 오르면서 깨지게 된다.
2004년 8월, 비요크는 아테네 올림픽 개막식 행사에서 공연하였다.
그녀는 특수제작된 거대하고 신비한 드레스를 입고 곡 'Oceania'를 불렀다. 곡을 시작하고 나서, 드레스는 천천히 펼쳐지면서 올림픽 선수단에게로 흘러갔다. 완전히 펼쳐진 드레스는 900 제곱미터였고 세계지도의 모양을 하고 있었다.
곡 〈Oceania〉는 올림픽 행사를 위해 특별히 제작되었으며 Leeds-based 비트박서 슐로모(Shlomo)와 런던 합창단의 목소리로 이루어졌다. 또 Kelis의 보컬이 추가된 또다른 버전의 곡이 나오기도 했다. 〈Oceania〉는 라디오에서 먼저 선공개되었으며, 후에 싱글 〈Who is it〉에 비사이드로 수록되면서 대중에 모습을 드러냈다. 〈Who is it〉은 영국 차트에서 26위에 올랐다.
2005년 초반기에 발매된 〈Triumph of the heart〉은 영국 차트에서 31위를 기록한다. 마지막 싱글인 〈Where is the line?〉의 뮤직 비디오는 2004년 후반에 그녀의 Greatest Hits 앨범의 자켓과 그림을 담당했던 아이슬란드 예술가 가브리엘라 프리드릭스도티르(Gabriela Fridriksdottir)와의 합작으로 만들어졌다. 이것은 처음에는 설치미술 아티스트들의 연속 영화의 한편이었으나, Medulla Video DVD의 독점 버전으로 발매되었다.
그러나 이런 많은 내용들에도 불구하고 Medulla의 월드 투어 공연이나 콘서트는 기획되지 않았다. 비요크는 수많은 인터뷰에서 그러지 못했던 이유에 대해 곧바로 다음 앨범의 작업에 들어가고 싶었기 때문이라고 말했다. 또한 Medulla 앨범의 특성상 곡들이 라이브로 부르기 어렵기 때문이라고도 했다.
2006년에, 비요크는 5.1 사운드와 뮤직비디오가 추가된 듀얼 디스크 버전의 1집 Debut, 2집 Post, 3집 Homogenic과 OST앨범 Selmasongs, 구속의 드로잉 9가 들어있는 박스 세트인 (____surrounded)를 6월 27일 발매했다. Vespertine과 Medulla는 후에 리패키지 형식으로 추가되어 발매되었다. 또 낱장으로도 판매하고 있다.
이 시기에, 비요크는 2번째로 브릿 어워드에서 받게되는 상인 최고 국제 여성 아티스트 상을 받게된다. 또 2005년 8월에는 Q 매거진 어워드의 Inspiration 어워드 부문에서 상을 받았다. 상은 그녀가 Medulla에서 함께 작업했던 로버트 와이엇에게서 수여받았다.
슈가큐브스의 재결합도 이루어져, 2006년 11월 17일에 레이캬비크에서 단 하루만 재결합하여 공연하였다. 그날 공연의 수익은 슈가큐브스의 레이블이었던 스메클레이사에 기부되었다.

### 최근의 작업들: 2007년~현재
비요크는 조니 미첼의 곡 〈The Boho Dance〉의 커버 버전을 미첼의 트리뷰트 앨범 《A Tribute to Joni Mitchell》에 수록했다. 앨범은 2007년 4월 24일에 공개되었다.

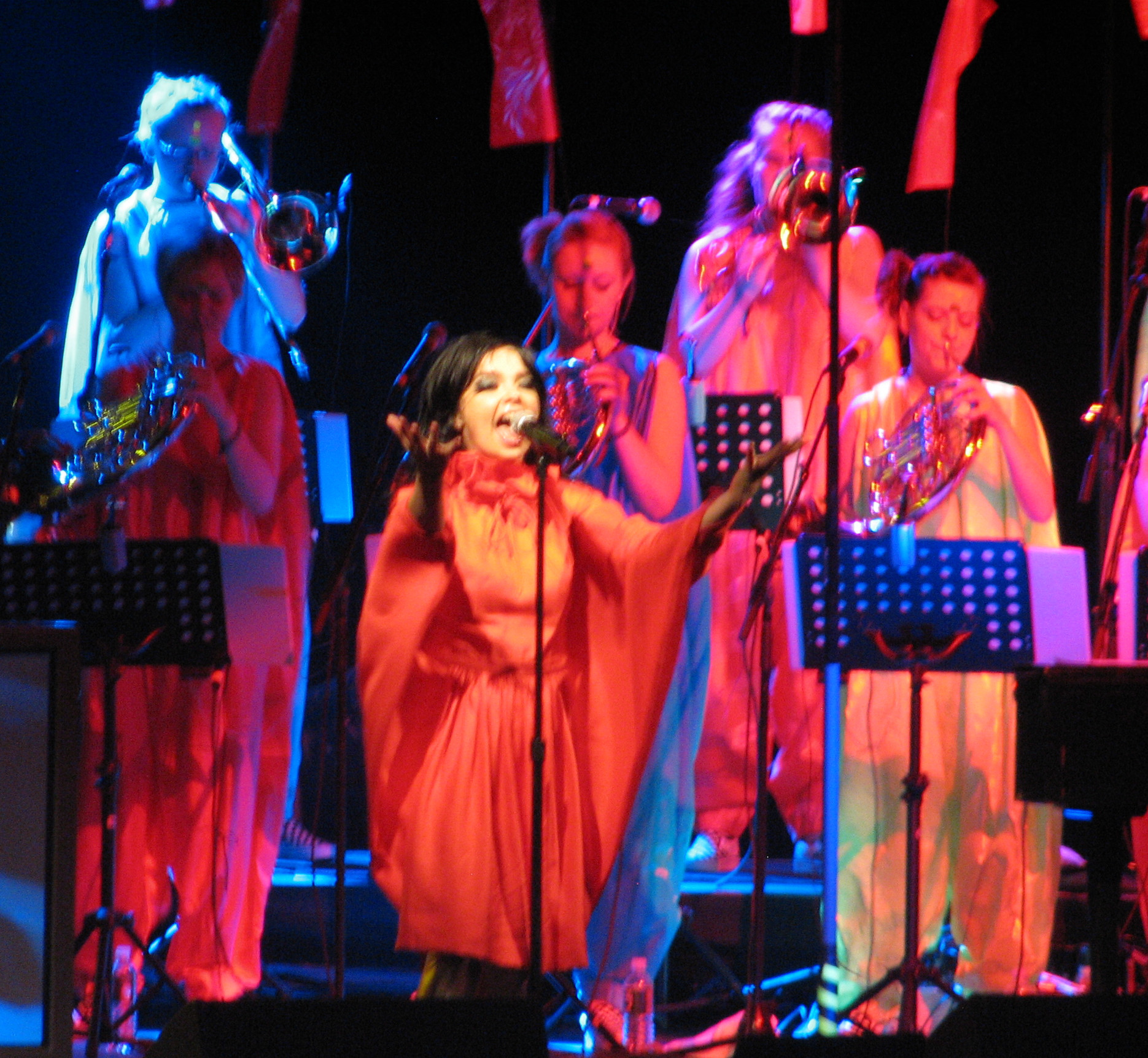
라디오 시티 뮤직 홀에서 공연하는 비요크.

그리고 비요크의 6집 앨범, 《Volta》가 5월 7일 발매되었다. 앨범은 대부분 그녀의 가사들과 작곡들로 이루어졌다. 일렉트로니카 음악의 도입과 코라, 피파, 금관악기 등의 사용도 돋보이는 부분이다. 이 앨범에는 유명한 프로듀서인 팀발랜드와 그룹 앤터니 앤드 더 존슨스(Antony And The Johnsons)의 보컬 앤터니, 그녀와 오랫동안 같이 작업해온 엔지니어 Sjon등의 주요 참여진과 앨범에 색깔은 한 층 더해준 언더그라운드 재즈 퍼커셔니스트 Chris Corsano와 라이트닝 볼트 출신의 브라이언 치픈데일(Brian Chippendale), 그리고 중국의 코라 연주가 Min Xizo-Fen 등의 뮤지션들이 참여했다.
《Volta》는 빌보드 200 앨범 차트에서 9위를 기록하며, 미국에서 발매 1주만에 4만 3천장의 판매고를 기록했다. 앨범은 또한 프랑스 앨범 차트에서 3위를 기록하며 첫주에만 2만 600장이 팔려나갔고, 영국 앨범 차트에서는 7위를 기록하고 첫주에 2만 456장이 팔렸다.
앨범의 첫 번째 싱글인 〈Earth Intruders〉는 4월 9일 디지털 싱글로 발매되었고, 곧 그녀 역사상 두 번째로 빌보드 Hot 100 차트에 오르게 되었다. 그리고 그 후에 발매된 두 번째 싱글인 〈Innocence〉도 역시 디지털 싱글로 6월 23일 발매되었다. 〈Innocence〉의 뮤직 비디오는 비요크의 공식 사이트에서 열린 뮤직 비디오 공모전에서 당선된 작품으로 결정되었다. 세 번째 싱글 〈Declare Independence〉는 비요크가 야심차게 준비한 파격적인 타이틀 곡으로, 덴마크의 식민지로 남아 독립을 준비중인 그린란드와 페로어 섬에게 독립을 종용하는 헌정곡이다. 이번 싱글은 디지털이 아닌 2X12 크기의 Vinyls 디럭스 패키지로 제작되었고, CD와 DVD의 더블 시디로 발매되었다. 〈Declare Independence〉의 뮤직 비디오는 전에 그녀의 〈Joga〉, 〈Bachelorlette〉, 〈Human Behaviour〉등의 곡들의 뮤직 비디오를 제작했던 미셸 공드리 감독이 맡았다. 다음 싱글인〈Wanderlust〉도 같은 방식의 포맷으로 발매되었고, 뮤직 비디오는 Encyclopedia Pictura가 제작한 입체 3D 형식으로 만들어졌다. 앤터니와 듀엣으로 부른 앨범의 마지막 싱글 〈The Dull Flame of Desire〉는 2008년 9월 27일 디지털 싱글과 박스 세트로 발매되었고, 곧 빌보드 Hot Dance Singles Sales 차트에서 1위에 오르게 됨과 동시에 빌보드 Hot Singles Sales 차트에서 3위에 올랐다.
비요크는 앨범 발매 후 1년 6개월 간의 월드 투어를 하였다.
북미, 라틴 아메리카, 아시아, 유럽 등지를 오가며 공연하였고 글래스톤베리나 코첼라 페스티벌 같은 대규모 음악 축제 등에도 참여하였다.

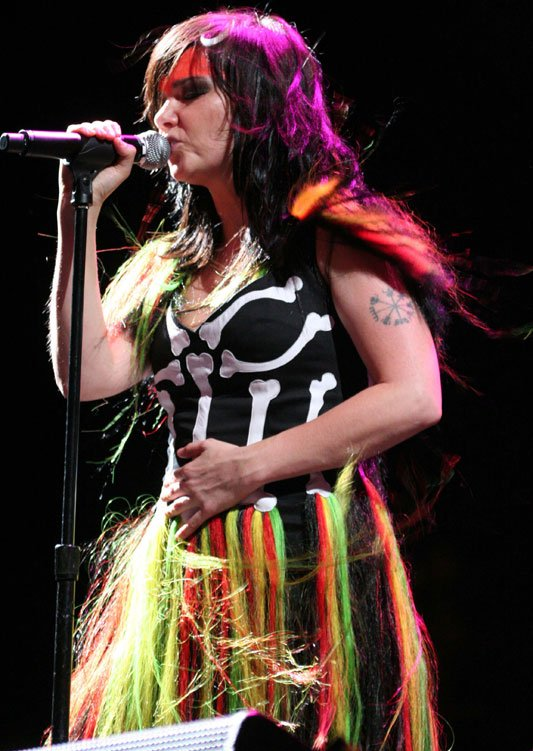
2007년에 코첼라 페스티벌에서 공연하는 비요크.

또한 그녀는 투어 공연을 하면서 스페인 바로셀로나 대학의 영상팀이 개발한 '리액터블'이라는 멀티 터치 사운드 인터페이스를 선보여 많은 갈채를 받았다. 또 비요크는 12년 만에 오스트레일리아와 뉴질랜드를 방문하여 시드니 오페라 하우스등 호주와 뉴질랜드 등지의 여러 곳에서 공연하였다.
그러나 2007년 5월 4일, 성대 팽창으로 쉐필드 시티 홀에서의 공연은 취소되고 만다.
한국에는 2008년 2월 16일 처음으로 내한하여 올림픽공원 올림픽홀에서 역사적인 Volta 투어 공연을 하였다. 내한 당일 한복 디자이너 김영진이 그녀에게 투어 컨셉에 맞게 특별히 디자인한 한복을 선물하고 공연 후 파티에서 가수 이상은이 그녀에게 CD를 선물하고 포옹하는 등 많은 아티스트들의 존경을 받았다.
2008년 10월 27일에는 새로운 싱글인 〈Nattura〉가 발매되었다. 노래에는 라디오헤드의 보컬 톰 요크가 보컬과 드럼으로 참여했다. 비요크는 이 싱글에 대해 "아이슬란드 정부가 그들이 하는 짓의 결과(개발로 인한 환경 파괴)를 생각하지 않는 것에 대해 아이슬란드의 천연 자원에 대한 친환경적인 개발을 위한 활동적인 지원을 추진시키기 위해 특별히 만들었다" 고 밝혔다.
그 후 리액터블 연주자 데이미언 테일러(Damian Taylor)는 비요크의 다음 앨범에 리액터블이나 테노리오리(Tenori-Ori)와 같은 장비가 사용될 것이라고 밝혔으며, 비요크는 피치포크 매거진과의 인터뷰에서 다음 정규 앨범이 나오기까지 3~4년이 걸릴 계획이라고 말했다.
그리고 2009년 4월 20일, Volta 투어의 라이브 앨범 격이라고 할 수 있는 앨범인 《Voltaic》이 발매된다. 앨범은 영국의 올림픽 스튜디오에서 녹음된 라이브 트랙들과 파리와 레이캬비크에서의 라이브 영상들과 Volta 앨범의 뮤직 비디오들과 리믹스 곡들로 채워져 있다. 7월에 박스 세트로 재발매되었다.

## 수상 내역
- 1994년: 브릿 어워드 신인상 수상
- 1994, 1996, 1998년: 브릿 어워드 최고 인터내셔널 여성 아티스트상 수상
- 1996년: MTV 비디오 어워드 –‘ It’s Oh So Quiet’ 최고 안무상 수상
- 1998년: MTV 비디오 어워드 – ‘Bachelorette’ 최고 아트 디렉션상 수상
- 2000년: MTV 비디오 어워드 – ‘All Is Full of Love’ 최고 특수효과상, 신인 연출 비디오상 수상
- 2000년: 칸 영화제 여우주연상 수상 (‘어둠 속의 댄서’)
- 2005년: Q 매거진 어워드 인스퍼레이션 어워드 부문 수상
- 2008년: 영국 뮤직 비디오 어워드 – ‘Wanderlust’ 최고 아트 디렉션상, 최고 얼터너티브 비디오상, 올해의 비디오상 수상
- 2010년: 폴라음악상 수상

노미네이트
- 1993년: 그래미 어워드 최고 뮤직 비디오 부문 (‘Human Behaviour’)
- 1995년: 그래미 어워드 최고 얼터너티브 공연 부문/ 최고 뮤직 비디오 부문(‘It’s Oh So Quiet)
- 1997년: MTV 유럽 어워드 최고 여성 아티스트 부문
- 1997년: 그래미 어워드 최고 얼터너티브 앨범 부문 ([Homogenic])
- 1998년: 그래미 어워드 최고 뮤직 비디오 부문 (‘Bachelorette’)
- 1999년: MTV 유럽 어워드 최고 비디오 부문 (‘All Is Full of Love’)
- 1999년: 그래미 어워드 최고 뮤직 비디오 부문 (‘All Is Full of Love’)
- 2000년: 그래미 어워드 최고 연주상/ 최고 팝 보컬 부문 (‘어둠 속의 댄서’ OST)
- 2001년: 골든 글로브 여우주연상 & 최고 영화음악 주제곡 (‘어둠 속의 댄서’)
- 2001년: 그래미 어워드 최고 얼터너티브 앨범 부문
- 2001년: 브릿 어워드 최고 영화음악 부문
- 2002년: 브릿 어워드 최고 인터내셔널 여성 아티스트 부문
- 2003년: 그래미 어워드 최고 박스 세트 패키지 부문
- 2004년: 그래미 어워드 최고 얼터너티브 앨범/ 최고 여성 가수 부문
- 2005년: MTV 유럽 어워드 최고 얼터너티브 아티스트 부문
- 2006년: 브릿 어워드 최고 인터내셔널 여성 아티스트상
- 2007년: Q 매거진 어워드 최고 뮤직 비디오 부문
- 2007년: MTV 유럽 어워드 최고 솔로 아티스트 & 최고 아티스트 부문
- 2008년: 브릿 어워드 최고 인터내셔널 여성 아티스트상
- 2008년: 그래미 어워드 최고 얼터너티브 앨범 부문
- 2008년: 영국 뮤직 비디오 어워드 최고 특수효과상
- 2009년: MTV 비디오 뮤직 어워드 최고 뮤직 비디오 부문 ('Human Behaviour')

## 영화 작업
비요크의 영화 출연은 1990년에 그녀가 아이슬란드의 영화 《주니퍼 트리》에 주연으로 등장하면서 시작되었다.
영화는 그림 형제의 동명의 소설이 원작으로, 마법에 관한 이야기를 다루고 있다. 비요크는 마법을 연습하다 돌아가신 어머니를 그리워하는 소녀인 Margit 역으로 등장한다. 또 비요크는 1994년에 개봉된 프랑스의 패션 쇼를 다룬 영화인 《패션쇼》(Pret-a-Porter)에 모델로 출연하였다.
1999년에, 비요크는 라스 폰 트리에 감독의 영화 《어둠 속의 댄서》의 음악과 작사를 맡아달라는 부탁을 받았다. 라스 폰 트리에 감독은 나중에 가서는 비요크에게 주인공 셀마 역을 맡아달라는 부탁을 하며, 셀마 역을 제대로 연기할 수 있는 사람은 오직 영화의 노래를 만든 사람만이 될 수 있다며 그녀를 설득했다. 비요크는 처음에는 거절했으나 나중엔 결국 승낙했다.
영화 촬영은 1999년 초반에 시작되었다. 영화의 배경은 미국이었지만 감독이 비행기에 타는 것을 거부해서 촬영은 유럽에서 진행되었다. 그리고 2000년에는 53회 칸 영화제에서 첫 선을 보였다. 영화는 영화제 최고 상인 황금종려상을 받았고, 비요크는 여우주연상을 받았다. 비요크는 영화 촬영이 육체적, 정신적으로 너무 힘들었기 때문에 연기를 다시는 하지 않겠다고 했다고 한다. 하지만 후에 그녀는 인생에 뮤지컬을 단 한번 해 보고 싶었다고 이야기하며 이번이 바로 그것이라고 말했다.
어둠 속의 댄서의 OST는 《Selmasongs》라는 제목을 달고 발매되었다. 비요크는 모든 곡들을 영화가 공개된 이후 새로 녹음했다. 앨범에는 라디오헤드의 톰 요크와 함께 부른 〈I've Seen It All〉이 들어있다. 이 곡은 아카데미 상의 '최고의 곡' 부문에 노미네이트되었고, 그녀가 2001년 아카데미상 시상식에서 유명한 백조 드레스를 입고 공연하기도 했다. 비요크는 백조 드레스를 최근에 이베이 경매에 내놓았고, 팔린 수익금은 자선 단체에 기부했다고 한다.
그 후 비요크는 영화 《반지의 제왕: 두개의 탑》의 주제곡인 〈골룸의 노래〉를 불러줄 것을 요청받았지만, 당시 그녀는 딸 이사도라를 임신하고 있었기 때문에 거절했다고 한다.
또 2005년, 비요크는 아이슬란드 음악 씬을 탐구하고 파헤치는 내용을 담은 다큐멘터리 영화 《아이슬란드의 외침》에 출연하였다. 영화는 시규어 로스를 포함한 다양한 아이슬란드의 뮤지션들과 슈가큐브스와 Tappi Tikarass에 관한 기록과 비요크의 인터뷰가 담겨있다.
그리고 같은 해에 비요크는 남편 매튜 바니의 실험 예술 시리즈 영화인 '구속의 드로잉'의 9번째 작품인 《구속의 드로잉 9》에 참여했다. 영화에는 비요크와 매튜 바니가 주연으로 등장한다. 영화의 OST도 발매되었다. 곡은 대부분 비요크가 작곡하였다.
그 후 그녀와 오랫동안 작품 활동을 같이해온 영화감독 미셸 공드리가 그의 영화인 《수면의 과학》에 출연을 제의했지만, 비요크는 사양하고 거절하였다.

## 자선 활동
2004년에 쓰나미가 동남아시아를 강타하자, 비요크는 Army Of Mixes라는 새로운 프로젝트를 만들어 피해 복구를 도우려 했다. 이 프로젝트는 공모전을 열어 그녀의 팬들과 여러 뮤지션들이 만든 그녀의 곡 〈Army Of Me〉의 커버곡을 모아 앨범으로 제작해서 판매 수익금을 유니세프에 기부하자는 목적으로 진행되었다. 600여개의 커버곡들이 공모에 출품되었고, 비요크와 그레이엄 매시가 그 중 20곡을 뽑아서 앨범으로 발매했다. 앨범은 2006년 1월까지 25만 유로가 모아져 유니세프에 보내졌다. 기금은 동남아시아의 재건에 많은 도움을 주었다. 비요크는 2006년 2월 인도네시아 수마트라섬의 주도인 반다아체에 방문하여 유니세프와 함께 쓰나미로 피해를 입은 어린이들을 돌보는 자원봉사활동을 하기도 하였다.
비요크는 또한 자국의 환경 문제에도 관심을 기울였다. 2004년에 그녀는 레이캬비크에서 열린 미국 알코아 사의 알류미늄 제련소 건설에 반대하는 콘서트에 참여했다. 또 그녀는 '나튀라(Nattura)'라는 기구를 만들어 아이슬란드의 자연과 근본 산업들을 장려했다. 2008년 10월, 그녀는 타임지에 아이슬란드의 현 경제 상황과 아이슬란드의 빚을 탕감해줄(아이슬란드는 2008년 IMF에서 구제금융 지원을 받았다) 아이슬란드의 천연 자원의 사용과 개발 방안에 대한 그녀의 생각을 기고하기도 했다.
비요크는 그 후 Andur 그룹과 합작하여 그녀의 이름을 딴 기금을 세워 아이슬란드의 지속 가능하고 환경친화적인 산업 육성을 지원하기 시작했다.

## 가족
비요크는 1986년, 그녀의 전 밴드인 슈가큐브스의 멤버 소르 엘돈과 결혼한 후 그해 6월 8일에 아들 신드리를 낳고 이혼했다. 현재 신드리는 저널리스트로 활동중이며 여러 밴드에서 보컬과 베이스를 맡고 있다. 비요크는 설치미술 아티스트 매튜 바니와 결혼해 2002년 10월 3일에 딸 이사도라를 낳았다. 비요크는 2013년에 매튜 바니와 이혼했다.

## 파파라치 사건
비요크는 파파라치를 아주 싫어하는 것으로도 유명한데, 그녀는 파파라치들에게 포착되는 것에 대해 강한 불만을 나타내곤 했다. 다음은 아주 유명한 사건으로, 1996년 장시간의 비행으로 지친 비요크가 태국 돈 무앙 공항에 당시 9살이었던 아들 신드리와 함께 도착했을 당시, 수많은 기자들과 카메라맨들이 대기하고 있었다. 비요크는 아들 신드리를 유모차에 태우고 피곤한 표정으로 대중 앞에 모습을 드러냈다.
그때 한 여자 리포터가 비요크에게 "방콕에 온 걸 환영합니다!"라는 인사말과 함께 웃으며 그녀를 반겼는데 말이 끝나자마자 비요크는 리포터에게 달려들어 머리를 쥐어잡고 몇 차례 때린후 그 과정에서 리포터와 함께 나뒹굴었다. 비요크는 상당히 화가 났는지 보디가드들에게 저지당한 후에도 계속 리포터를 공격하려 했으나 스텝들과 함께 곧 버스를 타고 자리를 떠났다. 후에 비요크의 소속사측은 그 리포터가 사건 있기 전 4일동안 스토커처럼 비요크를 따라다니며 성가시게 했었고, 그러면서 비요크와 신드리에게 "사생아!(Bastard!)" 라고 외쳤다고 주장했다. 비요크는 얼마 후 사건에 대해 사과했다.
또 2008년 1월 13일에는 Big Day Out 페스티벌 참가를 위해 뉴질랜드의 오클랜드 국제공항에 도착한 비요크가 그녀의 사진을 찍은 사진기자를 공격하여 화제가 되었다. 비요크는 사진사의 뒤에서 셔츠를 잡아뜯었고, 그 과정에서 사진기자가 바닥에 넘어졌다. 사진기자와 사진기자가 소속된 뉴질랜드 헤럴드는
아무런 고소를 취하지 않았고, 오클랜드 경찰 측에서는 추가 조사를 하지 않기로 결정했다.

## 스토커
1996년에는 비요크의 마음을 아프게 한 또다른 사건이 터졌다. 1996년 9월 12일, 그녀의 광팬인 미국인 리카르도 로페즈가 개봉하면 염산이 폭발하는 소포를 런던에 있는 비요크의 저택으로 보내고 권총으로 자살하였다. 소포는 런던 수도경찰국에 의해 중간에 발송이 저지되었다. 사건 전 1년 동안 그는 캠코더로 폭탄을 만드는 과정과 그의 비요크에 대한 강한 집착, 그리고 소포를 보낸 후 자살까지 이르게 되는 과정을 담아냈다. 비디오는 총 18시간 분량에 이른다. 테이프의 내용을 살펴보면, 비요크에 대한 그의 사랑의 감정과 그녀에 대한 그의 생각 등이 주를 이루고 있는데, 그는 당시 비요크의 남자친구였던 뮤지션 골디의 피부색을 놓고 인종차별적인 언급을 서슴지 않으며 비요크는 흑인인 골디와 사귀어서는 안 된다고 하였다. 테이프의 후반부에서는 그가 염산 폭탄이 든 소포를 발송하고 나서, 삭발을 하고 얼굴 전체를 페인팅 한 뒤, 최후에 소파에서 비요크의 노래 〈I Remember You〉를 틀고 노래가 끝나자 입에 권총을 넣고 쏘아 자살하는 내용이 담겨있다. 사건이 있은 후 한 정신과 의사는 테이프의 내용을 보고 그가 그녀에 대한 과도한 집착과 망상 증세를 보이며 정신분열병을 갖고있는 것으로 보인다고 진단했다. 비디오는 2008년 1월 인터넷에 유출되었다. 비요크는 사건 당시 매우 큰 충격을 받아 음악을 그만두어겠다는 생각까지 고려했다고 한다. 그녀는 후에 〈So Broken〉이라는 곡을 발표하여 당시의 심정을 나타냈다.

## 정치적 활동
비요크가 스스로 정치적 인물로 보여지는 것을 꺼려하고 그녀의 웹사이트에서 정치적 인물이라는 걸 부정했지만, 그녀는 세계의 수많은 독립운동에 강력한 지원과 지지를 보내고 있다. 그녀는 과거에 티베트 독립 자선 공연에 참여하는 등 티베트의 독립을 지지했고, 코소보의 독립에 지원하기도 했다. 비요크는 그녀의 곡 〈Declare Independence〉를 그린란드와 패로어섬에 바쳤고, 그것은 패로어섬 내에서 논쟁을 불러일으키며 파장을 불러왔다. 또 그녀는 일본에서 열린 콘서트에서 두번이나 〈Declare Independence〉를 열창하며 코소보의 독립을 위해 곡을 헌정했다. 이 때문에 세르비아에서 열린 Exit 페스티벌에서 예정되었던 그녀의 공연이 신변 안전상의 이유로 취소되기도 했다.
2008년에 비요크는 상하이에서 열린 그녀의 Volta 투어 공연에서 티베트의 독립에 곡 〈Declare Independence〉를 바치며, 곡을 부르던 중 "티베트! 티베트!" 라고 소리쳐 중국 안과 국제적으로도 큰 논란이 일었다. 이 사건 이후 중국의 문화부 장관과 관영 매체인 신화통신사는 "비요크가 중국 국내법을 위반하고 중국 국민의 감정에 상처를 입혔다."고 지적하면서 해외 뮤지션들에 대한 대대적 단속을 실시하겠다고 밝혔고 곧 5월에 그녀의 중국 내 공연이 취소되었다.

## 앨범 목록

### 정규 앨범
초기
- Björk (1977)

타피 티카라스
- Bitið Fast Í Vitið (1982)
- Miranda (1983)

KUKL
- Söngull (1983)
- Satt 3 (1984)
- The eye (1984)
- Kukl Á Paris 14.9.84 (1985)
- Holidays In Europe (The Naughty Nought) (1986)

슈가큐브스
- Life's Too Good (1988)
- Here Today, Tomorrow, Next Week! (1989)
- Stick Around For Joy (1992)
- It's It (1992)

솔로
- Debut (1993)
- Post (1995)
- Homogenic (1997)
- Vespertine (2001)
- Medúlla (2004)
- Volta (2007)
- Biophilia (2011)
- Vulnicura (2015)
- Utopia (2017)
- Fossora (2022)

사운드트랙
- Selmasongs (2001)
- Drawing Restraint 9 (2005)

## 출연 작품
- 주니퍼 트리
- 패션쇼 (Prêt-à-Porter)
- 어둠 속의 댄서
- 구속의 드로잉 9
- 매튜 바니: No Restraint
- 아라키멘터리
- 아이슬란드의 외침
- 글래스톤베리
- Anna and the moods (목소리 출연)
- 노스맨 - 예언자 역